# Gianluca Lapadula
Pour les articles homonymes, voir Lapadula.
Gianluca Lapadula, né le 7 février 1990 à Turin en Italie, est un footballeur italo-péruvien qui évolue au poste d'avant-centre au Spezia Calcio.

## Biographie

### Carrière en club
Né à Turin d'un père italien et d'une mère péruvienne, Lapadula est formé dans les divisions inférieures de la Juventus. Après avoir fait ses débuts en 2007 au Pro Verceil, en quatrième division, il signe à Parme en 2009 mais joue sous forme de prêt dans plusieurs équipes sans vraiment s'affirmer. À la mi-2015, il arrive à Pescara et s'y distingue lors de la saison 2015-2016, lorsqu'il inscrit 27 buts en Serie B (deuxième division), ce qui fait de lui le meilleur buteur du championnat.
Fort de ce succès, en 2016, l'AC Milan l'engage pour neuf millions d'euros. Il y connaît une saison acceptable, avec huit buts en 27 matchs et un titre : la Supercoupe d'Italie. En juillet 2017, il part en prêt à Gênes mais, en deux ans, il ne dispute que 36 matchs (sept buts marqués) avec l'équipe génoise. 
Il revient à un bon niveau en 2019-2020, alors qu'il était attaquant du relégué Lecce. Sa bonne campagne lui permet de rester en Serie A, puisqu'il signe pour le promu Benevento. En 2022, on le retrouve à Cagliari en Serie B. L'année suivante, il devient une deuxième fois meilleur buteur de la Serie B avec 21 buts.

### Carrière en équipe nationale

#### Italie(équipe bis)
Lapadula a l'occasion de jouer en équipe d'Italie bis, le 31 mai 2017, lors d'une victoire 8-0 en match amical face à Saint-Marin. Il s'y distingue en marquant un triplé.

#### Pérou
Néanmoins, c'est en équipe du Pérou qu'il fait ses débuts officiels en sélection, le 13 novembre 2020, face au Chili, lorsqu'il remplace à la 59e min Raúl Ruidíaz lors d'un match comptant pour les qualifications à la Coupe du monde 2022 (défaite 0-2). 
Il marque son premier but sous le maillot de la Blanquirroja à l'occasion de la Copa América 2021, le 23 juin 2021, face à l'Équateur (match nul 2-2). Il marque encore deux autres buts dans cette Copa América, contre le Paraguay, en quarts de finale du tournoi (score 3-3, victoire 4-3tab), puis contre la Colombie, lors du match de classement du tournoi.

## Statistiques

### En club
| Saison                | Club                  | Championnat           | Championnat | Championnat | Championnat | Coupe(s) nationale(s) | Coupe(s) nationale(s) | Coupe(s) nationale(s) | Compétition(s) continentale(s) | Compétition(s) continentale(s) | Compétition(s) continentale(s) | Compétition(s) continentale(s) | Total | Total | Total |
| Saison                | Club                  | Division              | M.          | B.          | P.d.        | M.                    | B.                    | P.d.                  | Comp.                          | M.                             | B.                             | P.d.                           | M.    | B.    | P.d.  |
| 2015-2016             | Delfino Pescara       | Serie B               | 40          | 27          | 6           | 6                     | 3                     | 0                     | -                              | -                              | -                              | -                              | 46    | 30    | 6     |
| Sous-total            | Sous-total            | Sous-total            | 40          | 27          | 6           | 6                     | 3                     | 0                     | -                              | -                              | -                              | -                              | 46    | 30    | 6     |
| 2016-2017             | AC Milan              | Serie A               | 27          | 8           | 3           | 2                     | 0                     | 0                     | -                              | -                              | -                              | -                              | 29    | 8     | 3     |
| Sous-total            | Sous-total            | Sous-total            | 27          | 8           | 3           | 2                     | 0                     | 0                     | -                              | -                              | -                              | -                              | 29    | 8     | 3     |
| Total sur la carrière | Total sur la carrière | Total sur la carrière | 67          | 35          | 9           | 8                     | 3                     | 0                     | -                              | -                              | -                              | -                              | 75    | 38    | 9     |

### En sélection nationale
| Saison                | Sélection             | Phases finales        | Phases finales | Phases finales | Phases finales | Éliminatoires CDM | Éliminatoires CDM | Éliminatoires CDM | Matchs amicaux | Matchs amicaux | Matchs amicaux | Total | Total | Total |
| Saison                | Sélection             | Compétition           | M              | B              | Pd             | M                 | B                 | Pd                | M              | B              | Pd             | M     | B     | Pd    |
| --------------------- | --------------------- | --------------------- | -------------- | -------------- | -------------- | ----------------- | ----------------- | ----------------- | -------------- | -------------- | -------------- | ----- | ----- | ----- |
| 2020-2021             | Pérou                 | Copa América 2021 4e  | 7              | 3              | 1              | 4                 | 0                 | 2                 | -              | -              | -              | 11    | 3     | 3     |
| 2021-2022             | Pérou                 |                       | -              | -              | -              | 10                | 3                 | 0                 | 1              | 1              | 0              | 11    | 4     | 0     |
| 2022-2023             | Pérou                 |                       | -              | -              | -              | -                 | -                 | -                 | 5              | 1              | 0              | 5     | 1     | 0     |
| 2023-2024             | Pérou                 | Copa América 2024     | 3              | 0              | 0              | 2                 | 0                 | 0                 | 4              | 1              | 1              | 9     | 1     | 1     |
| 2024-2025             | Pérou                 | -                     | -              | -              | -              | 6                 | 0                 | 0                 | -              | -              | -              | 6     | 0     | 0     |
| Total sur la carrière | Total sur la carrière | Total sur la carrière | 10             | 3              | 1              | 22                | 3                 | 2                 | 10             | 3              | 1              | 42    | 9     | 4     |

### Buts en sélection

#### Avec l'Italie B
| Buts avec l'Italie B | Buts avec l'Italie B | Buts avec l'Italie B                    | Buts avec l'Italie B | Buts avec l'Italie B | Buts avec l'Italie B | Buts avec l'Italie B |
|                      | Date                 | Lieu                                    | Adversaire           | Score                | Résultat             | Compétition          |
| -------------------- | -------------------- | --------------------------------------- | -------------------- | -------------------- | -------------------- | -------------------- |
| 1.                   | 31 mai 2017          | Stade Carlo-Castellani, Empoli (Italie) | Saint-Marin          | 1-0                  | 8-0                  | Amical               |
| 2.                   | 31 mai 2017          | Stade Carlo-Castellani, Empoli (Italie) | Saint-Marin          | 4-0                  | 8-0                  | Amical               |
| 3.                   | 31 mai 2017          | Stade Carlo-Castellani, Empoli (Italie) | Saint-Marin          | 5-0                  | 8-0                  | Amical               |

#### Avec le Pérou
| Buts avec le Pérou | Buts avec le Pérou | Buts avec le Pérou                                 | Buts avec le Pérou | Buts avec le Pérou | Buts avec le Pérou | Buts avec le Pérou |
|                    | Date               | Lieu                                               | Adversaire         | Score              | Résultat           | Compétition        |
| ------------------ | ------------------ | -------------------------------------------------- | ------------------ | ------------------ | ------------------ | ------------------ |
| 1.                 | 23 juin 2021       | Estádio Olímpico Pedro Ludovico, Goiânia (Brésil)  | Équateur           | 1-2                | 2-2                | CA 2021            |
| 2.                 | 2 juillet 2021     | Estádio Olímpico Pedro Ludovico, Goiânia (Brésil)  | Paraguay           | 2-1                | 3-3                | CA 2021            |
| 3.                 | 9 juillet 2021     | Estádio Nacional Mané Garrincha, Brasilia (Brésil) | Colombie           | 2-2                | 2-3                | CA 2021            |
| 4.                 | 11 novembre 2021   | Estadio Nacional, Lima (Pérou)                     | Bolivie            | 1-0                | 3-0                | QCM 2022           |
| 5.                 | 16 novembre 2021   | Estadio Olímpico UCV, Caracas (Venezuela)          | Venezuela          | 0-1                | 1-2                | QCM 2022           |
| 6.                 | 29 mars 2022       | Estadio Nacional, Lima (Pérou)                     | Paraguay           | 1-0                | 2-0                | QCM 2022           |
| 7.                 | 5 juin 2022        | RCDE Stadium, Cornellà de Llobregat (Espagne)      | Nouvelle-Zélande   | 1-0                | 1-0                | Amical             |
| 8.                 | 27 septembre 2022  | Audi Field, Washington (États-Unis)                | Salvador           | 2-1                | 4-1                | Amical             |

## Palmarès

### Collectif

#### En club
| ND Gorica - Coupe de Slovénie (1) : - Vainqueur : 2014. |  | AC Milan - Supercoupe d'Italie (1) : - Vainqueur : 2016. |

### Individuel

#### En club
| San Marino Calcio - Serie C2 - Meilleur buteur : 2012 (24 buts, Poule A). |  | Delfino Pescara - Serie B - Meilleur buteur : 2016 (27 buts). |  | Cagliari Calcio - Serie B - Meilleur buteur : 2023 (21 buts). |